# Bièvre-Valloire
Pour les articles homonymes, voir Valloire (homonymie).
Le territoire de Bièvre-Valloire est un des 13 territoires de l'Isère. 
Cette division du département permet de trouver une maison du Conseil général implantée sur chaque territoire au plus proche de chaque isérois, afin d'«être plus réactif, simplifier les démarches et faciliter le traitement des dossiers».
La maison du Conseil général se situe à Beaurepaire sur ce territoire ; les communes qui en dépendent sont :
- Apprieu
- Arzay
- Beaucroissant
- Beaufort
- Beaurepaire
- Bellegarde-Poussieu
- Bevenais
- Bizonnes
- Bossieu
- Bressieux
- Brezins
- Brion
- Burcin
- Chabons
- Chalon
- Champier
- Chatenay
- Colombe
- Commelle
- Cour-et-Buis
- Eydoche
- Faramans
- Flachères
- Gillonnay
- Izeaux
- Jarcieu
- La Côte-Saint-André
- La Forteresse
- La Frette
- Le Grand-Lemps
- Le Mottier
- Lentiol
- Longechenal
- Marcilloles
- Marcollin
- Marnans
- Moissieu-sur-Dolon
- Monsteroux-Milieu
- Montfalcon
- Montseveroux
- Nantoin
- Ornacieux
- Oyeu
- Pact
- Pajay
- Penol
- Pisieu
- Plan
- Pommier-de-Beaurepaire
- Primarette
- Renage
- Revel-Tourdan
- Roybon
- Saint-Barthélemy
- Saint-Clair-sur-Galaure
- Saint-Didier-de-Bizonnes
- Saint-Étienne-de-Saint-Geoirs
- Saint-Geoirs
- Saint-Hilaire-de-la-Côte
- Saint-Julien-de-l'Herms
- Saint-Michel-de-Saint-Geoirs
- Saint-Paul-d'Izeaux
- Saint-Pierre-de-Bressieux
- Saint-Simeon-de-Bressieux
- Sardieu
- Semons
- Sillans
- Thodure
- Viriville